# Jahja ibn Tamim
Jahja ibn Tamim, arab. أبو طاهر يحي بن تميم (zm. w 1116 r.) – szósty władca z dynastii Zirydów w Ifrikijji w latach 1108–1116.

## Życiorys
Był synem władcy Ifrikijji Tamima ibn al-Muizza, po którego śmierci w 1108 r. objął tron. Uznał zwierzchnictwo kalifów z dynastii Fatymidów. Wysyłał liczne wyprawy przeciwko chrześcijanom z Sardynii i Genui. Został zabity przez dwóch swoich braci, których wcześniej wygnał, a którzy przybyli na jego dwór w przebraniu alchemików. Jego następcą został jego syn Ali ibn Jahja, którego Jahja kilka lat wcześniej ustanowił gubernatorem Sfaksu.